# 토마스 E. 밀러
토마스 에제키엘 밀러(Thomas Ezekiel Miller, 1849년 6월 17일 ~ 1938년 4월 8일)는 미국의 정치인이다.

## 학력
- 링컨 대학교
- 사우스캐롤라이나 대학교

## 경력
- 뷰퍼트 카운티 학교 운영위원회 위원
- 1874 ~ 1880 사우스캐롤라이나 하원의원
- 1880 ~ 1882 사우스캐롤라이나 상원의원
- 1884 제3대 사우스캐롤라이나 공화당 의장
- 1890.09 ~ 1891.03 제51대 미국 사우스캐롤라이나 제7선거구 연방하원의원
- 1896 ~ 1911 사우스캐롤라이나 주립 대학 총장

## 역대 선거 결과
| 선거명        | 직책명                                | 대수 | 정당   | 득표율 | 득표수  | 결과 | 당락                             |
| ------------- | ------------------------------------- | ---- | ------ | ------ | ------- | ---- | -------------------------------- |
| 1874년 선거   | 하원의원 (사우스캐롤라이나 선거구)    | 대   | 공화당 | 0%     | 표      | 1위  | 사우스캐롤라이나 주의원 당선     |
| 1876년 선거   | 하원의원 (사우스캐롤라이나 선거구)    | 대   | 공화당 | 0%     | 표      | 1위  | 사우스캐롤라이나 주의원 당선     |
| 1878년 선거   | 하원의원 (사우스캐롤라이나 선거구)    | 대   | 공화당 | 0%     | 표      | 1위  | 사우스캐롤라이나 주의원 당선     |
| 1880년 선거   | 상원의원 (사우스캐롤라이나 선거구)    | 대   | 공화당 | 0%     | 표      | 1위  | 사우스캐롤라이나 주의원 당선     |
| 1888년 선거   | 하원의원 (사우스캐롤라이나 제7선거구) | 51대 | 공화당 | 45.37% | 7,003표 | 2위  | 낙선                             |
| 1888년 선거   | 상원의원 (사우스캐롤라이나 제2부)     | 51대 | 공화당 | 2.16%  | 3표     | 2위  | 낙선                             |
| 1890년 재선거 | 하원의원 (사우스캐롤라이나 제7선거구) | 51대 | 공화당 | 52.08% | 8,573표 | 1위  | 사우스캐롤라이나주 하원의원 당선 |
| 1890년 선거   | 하원의원 (사우스캐롤라이나 제7선거구) | 52대 | 공화당 | 38.92% | 3,315표 | 2위  | 낙선                             |